# アズブリー湖
アズブリー湖（アズブリーこ、英語: Lake Asbury）は、アメリカ合衆国フロリダ州クレイ郡にある、非法人地域であり、国勢調査指定地域（CDP）の湖。 
2010年の国勢調査では、人口は8,700人で、アズブリーレイク（Asbury Lake）と呼ばれている。 